# Wounded Knee
Wounded Knee (in lakota: Čaŋkpé Opí) è un census-designated place (CDP) degli Stati Uniti d'America della contea di Oglala Lakota nello Stato del Dakota del Sud. La popolazione era di 382 abitanti al censimento del 2010.
Deve il suo nome al Wounded Knee Creek che attraversa la regione. Le ossa e il cuore del capo dei Sioux, Cavallo Pazzo, sono stati presumibilmente sepolti lungo questo torrente dalla sua famiglia dopo la sua morte nel 1877. Si trova all'interno della riserva indiana di Pine Ridge, territorio degli Oglala Lakota (Sioux).

## Geografia fisica
Wounded Knee è situata a 43°08′38″N 102°22′04″W (43.144002, -102.367712). Secondo lo United States Census Bureau, la città ha una superficie totale di 2,77 km², dei quali 2,77 km² di territorio e 0 km² di acque interne (0% del totale). A Wounded Knee è stato assegnato lo ZIP code 57794 e lo FIPS place code 72900.

## Storia
Il 29 dicembre 1890, nella stessa area, avvenne un triste evento noto come massacro di Wounded Knee, il 7º Reggimento di cavalleria degli Stati Uniti uccise più di 300 persone tra uomini, donne e bambini; i superstiti furono trasferiti nella riserva Sioux a Pine Ridge.
Il 27 febbraio 1973, durante l'incidente di Wounded Knee, l'American Indian Movement (AIM) occupò la riserva indiana di Pine Ridge, vicino a Wounded Knee, per protestare contro il governo federale e le sue politiche relative ai nativi americani. Si verificò uno scontro durato 71 giorni tra le autorità federali e l'AIM. I membri del gruppo si arresero l'8 maggio.

## Società

### Evoluzione demografica
Secondo il censimento del 2010, la popolazione era di 382 abitanti.

### Etnie e minoranze straniere
Secondo il censimento del 2010, la composizione etnica della città era formata dall'1,22% di bianchi, lo 0% di afroamericani, il 98,78% di nativi americani, lo 0% di asiatici, lo 0% di oceanici, lo 0% di altre razze, e lo 0% di due o più etnie. Ispanici o latinos di qualunque razza erano lo 0,91% della popolazione.